# 有機農産物
有機農産物（ゆうきのうさんぶつ）は、一定の基準を満たす有機栽培によって生産された農産物。有機畜産物や有機加工食品などとともに有機食品に含まれる。
下記の通り定義は運用される共同体によって異なる。また、共同体によって「有機農産物」や「オーガニック」という言葉は一般用語ではなく共同体が指定した認証を意味する用語となっている場合がある（例えば日本での「有機農産物」は一般的な言葉ではなく、明確に有機JASの認証を受けた農産物を意味する。）。

## 定義

### 日本農林規格の「有機農産物」
日本農林規格(JAS)では2000年4月1日から「有機農産物」についての規格を設けている。有機農産物には有機JASマークが表示される。
かつては有機資材を利用して栽培された農産物も有機農産物と呼ばれることがあったが、1992年に農林水産省によって「有機農産物及び特別栽培農産物に係る表示ガイドライン」が制定され、「化学的に合成された肥料及び農薬を避けることを基本として、播種または植付け前2年以上（多年生作物にあっては、最初の収穫前3年前）の間、堆肥等による土づくりを行ったほ場において生産された農産物」と定義された。
1992年のガイドラインは法的拘束力を持たなかったため、この定義に当てはまらないものも有機減農薬栽培などと表示していたものもあった。
2000年、日本農林規格 (JAS) が改正され、農産物について有機農産物またはそれに類似した表示をするためには、農林水産省の登録を受けた第三者機関（登録認証機関）の認証による有機JASの格付け審査に合格することが必要となった。
これにより、有機農産物、また有機農産物を加工して作られた食品の名称（有機○○、オーガニック○○）の表示は「日本農林規格等に関する法律（JAS法）」の適用を受け、認証先を記した「有機JASマーク」の表示が必要となり、違反した場合には罰則を受けることになった。
農林水産省の定める「有機農産物の日本農林規格」においては、3条で「有機農産物」が定義されており、その具体的な内容が4条において詳細に定められている。

### 日本有機農業研究会
日本有機農業研究会は、「有機農産物の定義」として，「有機農産物とは、生産から消費までの過程を通じて化学肥料・農薬等の合成化学物質や生物薬剤、放射性物質、（遺伝子組換え種子及び生産物等）をまったく使用せず、その地域の資源をできるだけ活用し、自然が本来有する生産力を尊重した方法で生産されたものをいう」と定めている。

### 中国の緑色食品と有機農産物
中国では農家の所得向上、生態環境の維持、消費者需要への対応を目的に1990年に緑色食品制度が導入されていたが、1993年に国際有機農業運動連盟（IFOAM）に加盟したことで翌年に有機食品に相当するAA級が新設された（従来の基準の緑色食品はA級とされた）。これとは別に2002年に無公害農産物制度も導入された。
これらには違いがあり、通常の緑色食品の認証機関は中国緑色食品発展センター（中国農業部所管）であるが、有機食品（AA級緑色食品）の認証機関は中国有機発展センター（中国国家環境保護局所管）、無公害農産物の認証機関は農産物品質安全センター（中国農業部所管）である。また有機食品は他とは異なり国際的認証である。
有機食品の認証の対象は農産物のほか、畜産物、水産物、加工食品、飼料、配合飼料、蜂蜜及び蜂蜜加工品、野生食物製品である。通常の緑色食品の認証の対象は農産物、畜産物、水産物と加工食品のみである。また無公害農産物は一次農産物を対象とした認証制度のため、主に農産物、畜産物、水産物に限られ、加工食品等は含まない。

### CODEXの「オーガニック」規格
国連食糧農業機関と世界保健機関の合同組織であるCODEXでは「オーガニック」についての規格を設けており、検査を受けた商品にはオーガニック表示の使用が許可されている。

## 品質
有機農産物と慣行農産物とを比較した研究は数多くある。

### 栄養価
有機栽培したホウレンソウの成分は慣行農産物と比べて省窒素・節水農法の農産物のそれと一致する。有機栽培ホウレンソウの水分と総窒素量はより小さい。糖度は有機栽培したホウレンソウでより高い。ただし、ビタミンC含量の差はほとんどない。
2003年、英国食品基準庁(Food Standards Agency: FSA)は「有機食品のほうが良いというエビデンス（研究による科学的根拠）が全くない」という見解をした。しかし、2006年9月、飼料として有機農産物を与えた乳牛から採取された牛乳ではω-3脂肪酸含量がより高いというエビデンスがあったと見解を出した。
ニューカッスル大学 (イングランド)の研究によると、第一に、有機農産物は抗酸化物質をより多く含み、かつ、脂質をより少なく含むという一般的な傾向があった。第二に、小麦、トマト、ジャガイモ、キャベツ、タマネギは栄養素を20-40% 多く含んでいた。第三に、飼料に有機農産物を与えて飼育された乳牛から採取される牛乳の抗酸化物質含量は50-80% 高かった。ただし、有機農法で栽培された小麦、トマト、ジャガイモ、キャベツ、タマネギで20-40% 多く含まれるという栄養素が何かも、有機農業の牛乳でより多く含まれるという抗酸化物質の物質名も、当時の報道で公表されなかった。
2006年、スイスの200以上の農場で行われた大規模調査では、有機農産物はフィトケミカルやビタミンCが多く含まれ、硝酸のような望ましくない物質についてもメリットがあり、保存性も高いと報告された。
2007年10月、カリフォルニア大学のAlyson E. Mitchellらは10年間の調査の結果、有機食品は慣行食品と比べて、抗酸化物質であるフラボノイドを多く含んでいたと報告した。正確には、フラボノイドのうちのケルセチンとケンフェロール、およびナリンゲニンのアグリコンは有機食品でより多く含有することが判った。この理由について筆者らは、有機栽培と慣行栽培でそれぞれ用いられた肥料の窒素分の動態と量が最大の要因と推定した。更に、慣行農法であれ、有機農法であれ、過剰施肥はトマトがもたらす健康面での利点を減らすことになるだろうと警告した。
2009年7月29日、英国食品基準庁(Food Standards Agency (FSA))は、有機食品に対する包括的なレビューを二つ発表した。二つのレビューの内容は、FSAの「消費者のための食生活選択部門」部長Gill Fineによる、有機食品と慣行農法による食品の間には栄養素の含有量や健康上の利点において重要な違いがないというものであった。さらに、ロンドン大学公衆衛生学・熱帯医学大学院のDangourは「有機農法および慣行農法によって生産された穀物や畜産品の間には、栄養素の含有量において少数の違いが見受けられるが、その違いは公衆衛生において意味を持たない。我々のレビューは栄養上の優秀さによって慣行的より有機的に生産された食品を選択することを支持する証拠は現時点においてないことを示す」と述べた。
FSAのレビューは、ニューキャッスル大学の報告を踏まえていなかった。

### 保存性
1995年、露地ものとハウスものの両方の有機栽培ホウレンソウは慣行栽培ホウレンソウよりも保存性が高いという結果が示された。すなわち、4度で1週間貯蔵後のビタミンC含量の減少割合は有機栽培ホウレンソウの露地ものとハウスもので非常に小さかったのに対し、慣行栽培ホウレンソウで大きかった。

### 安全性
有機農産物は「安全性」が高いと一般的に認識されている。その理由の一つとして、有機農業は農薬を用いないことがある。すなわち、有機農産物を摂取することにより、農薬の暴露を回避することができるという認識が一般消費者にある。農薬は健康に悪いイメージがあるため、農薬の残留量は消費者にとって食品の安全性の指標のひとつである。
有機農産物の摂取が、農薬の暴露の回避になることを示した研究がアメリカで発表された。有機農産物を日常的に摂取したアメリカの子供のグループは、慣行農産物を日常的に摂取したグループよりも有機リン系農薬の暴露が低かったことが2003年の研究で報告された。この研究では、シアトルとワシントンの就学前の子供たちを対象に、24時間で採取された尿の分析および、採尿前からの3日間の食事内容の評価(有機農法的か慣行農法的か)が行われた。調査の結果、尿中のジメチル代謝産物濃度の中央値は、有機農産物の食事をした子供でよりも慣行農産物の食事をした子どもで約6倍高かった（それぞれ、0.17および0.03μmol/ L; p=0.0003）。
一方で、1988年度4月-1994年度3月に東京都で販売されていた、無農薬および減農薬栽培表示の農産物30品種の農薬残留の実態調査では、野菜類の有機農産物と慣行農産物で平均的な検出率・検出濃度に統計的な有意差はなかったと報告された。例外として、無・減農薬栽培のなす科作物（ナス、レタス、ピーマン、トマト）で慣行栽培のものより検出率および検出量が低い傾向は認められた。この調査では、基準値を超えた残留濃度および、一部の慣行農産物に見られる極端に高い残留濃度は検出されなかった。この調査結果を受け、堀田博は、残留農薬の分析ではその農産物が有機農産物かどうか証明できず、有機農法や減農薬農法で栽培したという履歴を信用するしかないと主張した。

### 味
他の農法の農産物と比較した有機農産物の味を評価した研究は多い。一般的に食品の味は食味成分の分析や官能試験により科学的に評価される。
有機農産物と慣行農産物との味の違いは多くの研究で解析されているが、トマト、ホウレンソウ、米の場合、差があるとする研究とないとする研究の両方が存在する。
トマトの比較研究を以下に示す。1976年に発表されたSvecらの研究では、有機肥料と無機肥料でそれぞれ栽培したトマト(以下、それぞれ、有機施用トマト、慣行施用トマト)に官能試験上の差異はなかった。しかし、日本で行われた、官能評価を含む有機施用トマトと慣行施用トマトとの比較研究では差が観測されている。有機肥料(主に菜種油粕と骨粉)と無機肥料(化成肥料)でそれぞれ露地栽培したトマト(品種：サターン)を比較した吉田企世子らの研究では、色と歯ごたえに差はないが、有機肥料で露地栽培したトマトは香り、味および総合評価で有意に優れていた(p>0.01)。1994年に発表された北海道文教短期大学のトマト(品種：ハウス桃太郎)の研究では、官能試験では赤色の濃さおよび旨味の強さは有機施用トマトで高く、これにそれぞれ対応するように成分分析ではリコピンとアミノ酸の含量も高かった。
ホウレンソウの比較研究を以下に示す。1995年に農林水産省農業研究センターが行った研究では、有機施用および慣行施用ホウレンソウの食味に差はなかった。一方で、同年に発表された荒川義人らの研究では、有機栽培ホウレンソウは慣行栽培ホウレンソウよりも食味がより高く評価された。有機栽培ホウレンソウの中でも、露地ものはハウスものよりも甘みと歯ごたえの評価が高かった。

### 外観
色は測定機器により容易に測定が可能であるため、有機農産物と慣行農産物の色を比較した研究は多くある。有機農法で栽培したホウレンソウと葉ネギの葉色は、慣行農法と比べて良かった。有機栽培されたトマトの色については、より良かったとする報告と差異はなかったという報告とがある。中国農試畑地利用部青野圃場で行われた栽培試験では、大根の葉色は、有機肥料の施用よりも化学肥料の施用でより濃かった。また、有機肥料でも化学肥料でも施肥量が大きいほど濃くなる傾向が見られた。
浅野次郎らによる1980年代初頭の報告によると、トマト、ナス、キュウリ、レタス、キャベツ、大根の各有機農産物は慣行農産物と比べて見た目が良かった。ただし、キュウリの場合、施用した有機肥料の種類によっては逆の結果となったこともこの報告は指摘している。
貞野光弘は、無農薬栽培・減農薬栽培・慣行栽培した温州ミカンのそれぞれの外観品質と商品化率を比較した。その結果、無農薬栽培した温州ミカンの商品化率は、農薬散布して栽培したものと比較して著しく低かった。この商品化率の低下は、外観品質を損なう黒点病とそうか病の発症率が無農薬栽培で非常に高かったためである。一方、黒点病防除を主目的とした3-4回散布の減農薬栽培では6-10回散布の慣行栽培と同じか、それ以上の商品化率が得られた。

## 認証に関わる問題
日本農林規格の改正によって、有機JAS規格を満たす農産物・加工食品で無ければ「有機」等と表示した（＝有機JASマークを付した）商品を販売することは出来なくなった。しかし、この規格は広告等に「有機栽培」「無農薬」といった表記をすることを制限するものではないため、生産者や業者がホームページやパンフレットで「有機栽培」として販売していても（それが虚偽表示で無い限り）問題とされない状況にある。そのため、認証を受けていない生産者や団体はそれぞれ独自の規格を設けるなどして安全性・妥当性を持たせる場合が見られるものの、有機JAS規格のように第三者機関が関与し公的に認めたものではないことに注意が必要である。実際、化成肥料を用いて栽培したため農林水産省から改善命令が出されたケースもある。
消費者に対して適正な有機農産物を提供するための規格であるが、厳密な規格をクリアするための圃場やその他設備の整備・改修、認証手続きなどに多額の出費が必要となり、生産者にとっては大きな負担となる。このため、認証を受けずに販売を続ける生産者も少なくない。さらに、有機の種、有機の苗を使うことを定めておきながら、入手困難な場合はその限りでない、といった矛盾を含む規定に対して疑問の声も上がっている。